# Kecskeméti Ármin

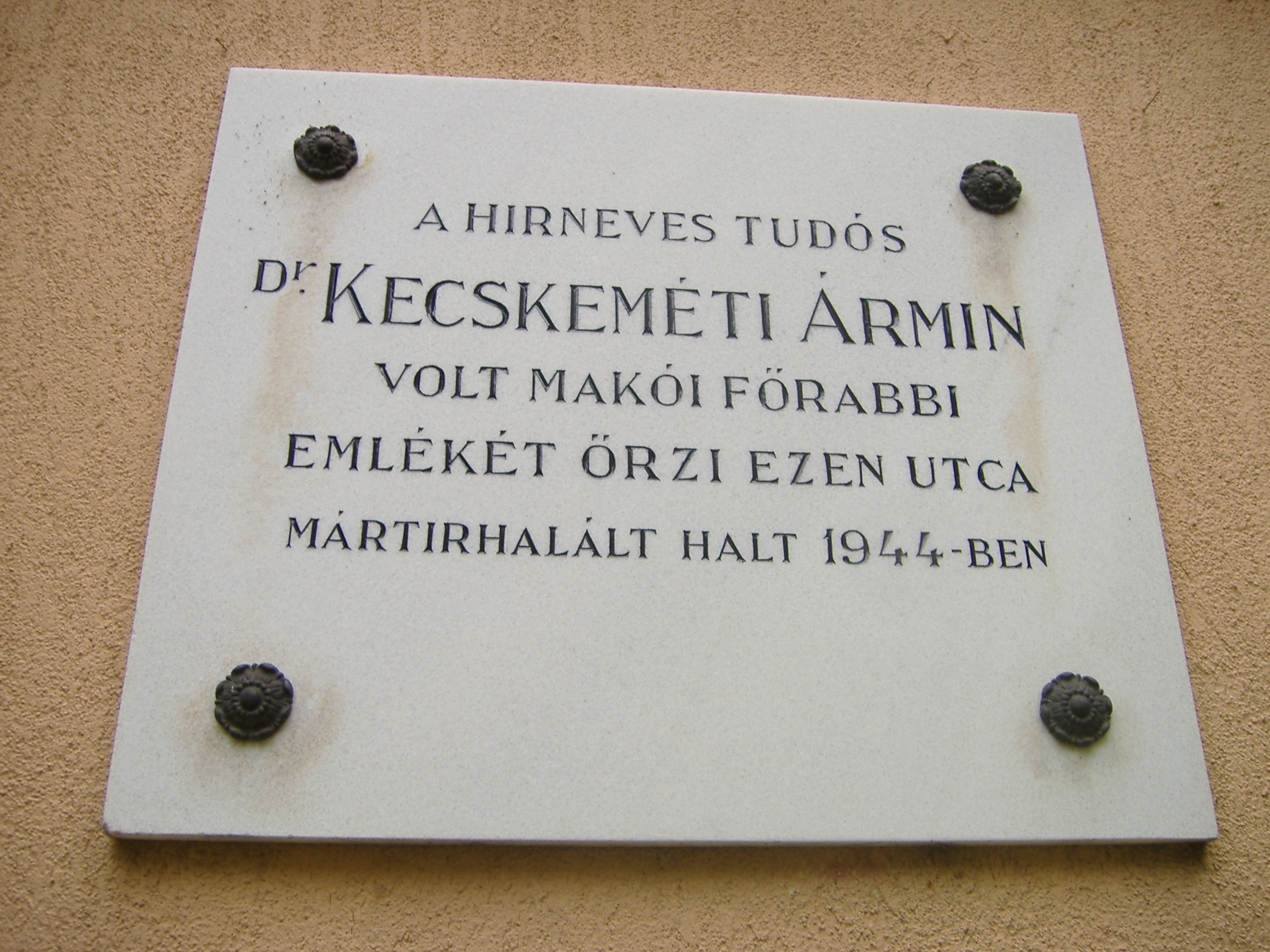
Emléktáblája Makón

Kecskeméti Ármin (Kecskemét, 1874. április 21. – Strasshof, 1944. július 15.) 1898-tól haláláig makói főrabbi, irodalomtörténész, történész, egyetemi tanár, Kecskeméti Lipót főrabbi testvére.

## Élete
A Budapesti Tudományegyetemen tanult, ahol 1896-ban bölcsészeti doktorátust szerzett. 1898-tól haláláig a makói neológ hitközösség rabbija volt. 1921-ben a rabbiképző intézet vezérlő bizottságának tagja lett. 1931. június 21-én egyetemi magántanári képesítést nyert Szegeden. Ezután kilenc éven keresztül (tizenkilenc félévben) előadást hirdetett habilitációs témájából. Munkatársa volt különböző zsidó folyóiratoknak és újságoknak; kitűnő hitszónokként tartották számon. 1944 júniusában deportálták, még abban az évben a strasshofi (Ausztria) koncentrációs táborban hunyt el.

## Családja
Szülei Kecskeméti Jakab és Weisz Rozália. Felesége Magyar Irma (1888–1944) volt. Ikerfiai közül Kecskeméti Pál újságíróként tevékenykedett, majd Kaliforniában a szociológia professzora lett, és Bartók Bélával közeli barátságot kötött. Másik fia, Kecskeméti György a Pester Lloyd című német nyelvű lap szerkesztője volt. A tudós főrabbi unokái Ferge Zsuzsa szociológus, az MTA rendes tagja és Kecskeméti Károly történész, levéltáros.

## Emlékezete
Nevét utca és emléktábla őrzi Makón, a Belvárosban. 2009. október 26-ra virradó éjszaka egy 22 éves férfi az emléktáblát összetörte. November 11-én felavatták az új emléktáblát; a rendezvényen megjelent Sólyom László, Magyarország köztársasági elnöke is. A rongálót már korábban elfogta a rendőrség, a bíróság pedig 20 nap közmunkára kötelezte tettéért.

## Művei
- A „zsidó” a magyar népköltészetben és színműirodalomban (Budapest, 1896)
- A „zsidó” a magyar regényirodalomban (Budapest, 1897)
- A zsidó irodalom története (I–II. Budapest, 1908–1909) Online
- Templomavató beszéd (Makó, 1914)[9]
- A zsidók egyetemes története (I–II. Budapest, 1927), Online I. kötet, II. kötet online
- A csanádmegyei zsidók története (Makó, 1929)
- Izrael története a bibliai korban (Budapest, 1942)